# Acueducto de los Pegões

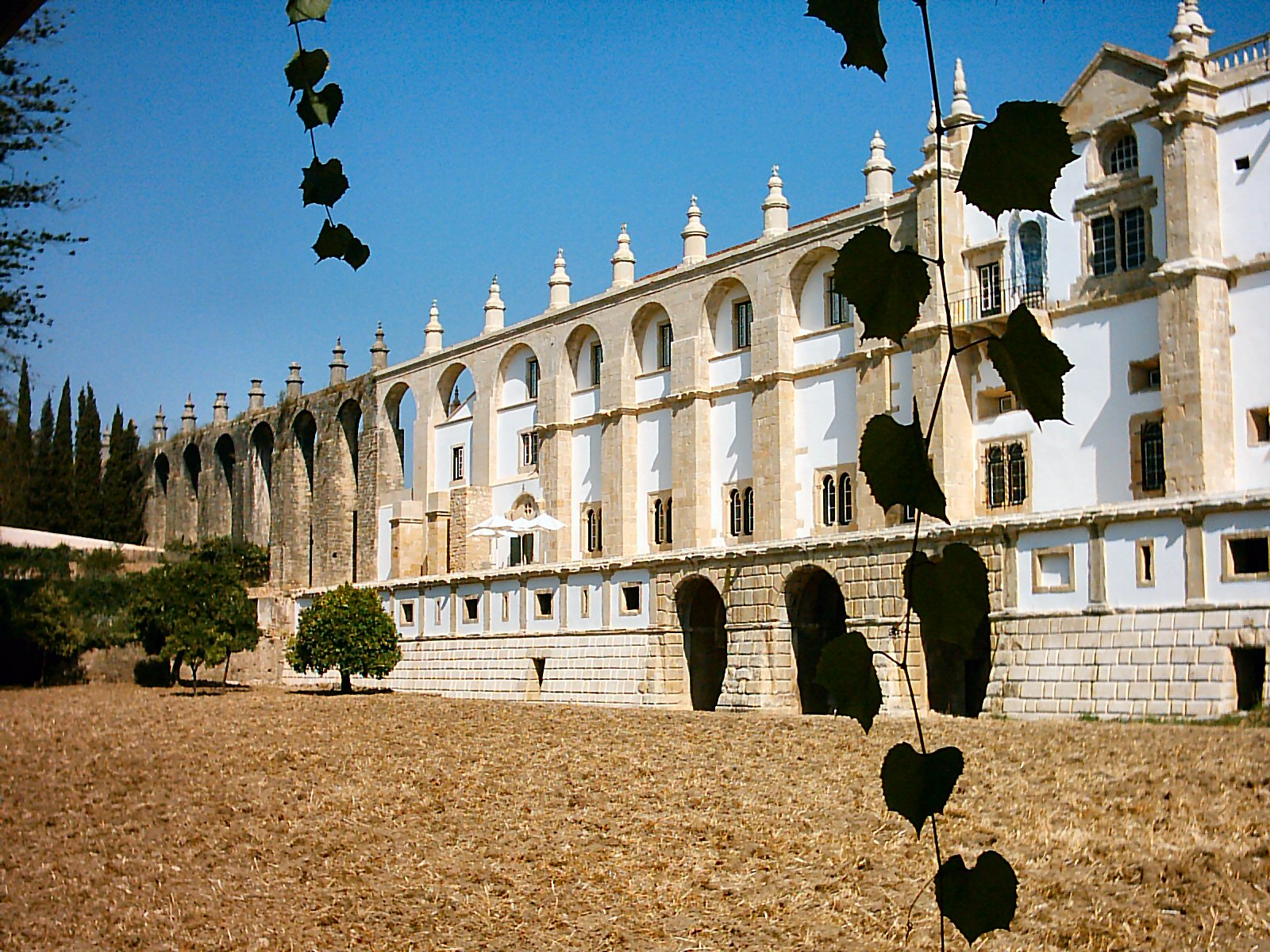
Llegada del acueducto al Convento de Cristo en Tomar

El acueducto de los Pegões (en portugués, Aqueduto dos Pegões) fue construido para abastecer de agua al Convento de Cristo en Tomar, Portugal, que desde 1983 pertenece a la Lista del Patrimonio Mundial de la Unesco.

## Historia
La construcción del acueducto, que comenzó en 1593, durante el reinado de Felipe I de Portugal, bajo la dirección de Filippo Terzi, arquitecto del rey, y terminada en 1614 por Pedro Fernando de Torres.

## Descripción
En su parte aérea, el acueducto tiene una longitud de unos 6 km. En su nivel más alto, l acueducto cuenta con 58 arcos de medio punto apoyados en otros 16 arcos apuntados sostenidos por pilares y una altura máxima de 30 metros. En los dos extremos tiene dos edificaciones abovedadas con una pila central destinada a la decantación del agua.
Está clasificado por IGESPAR como Monumento Nacional desde 1910.

## Galería

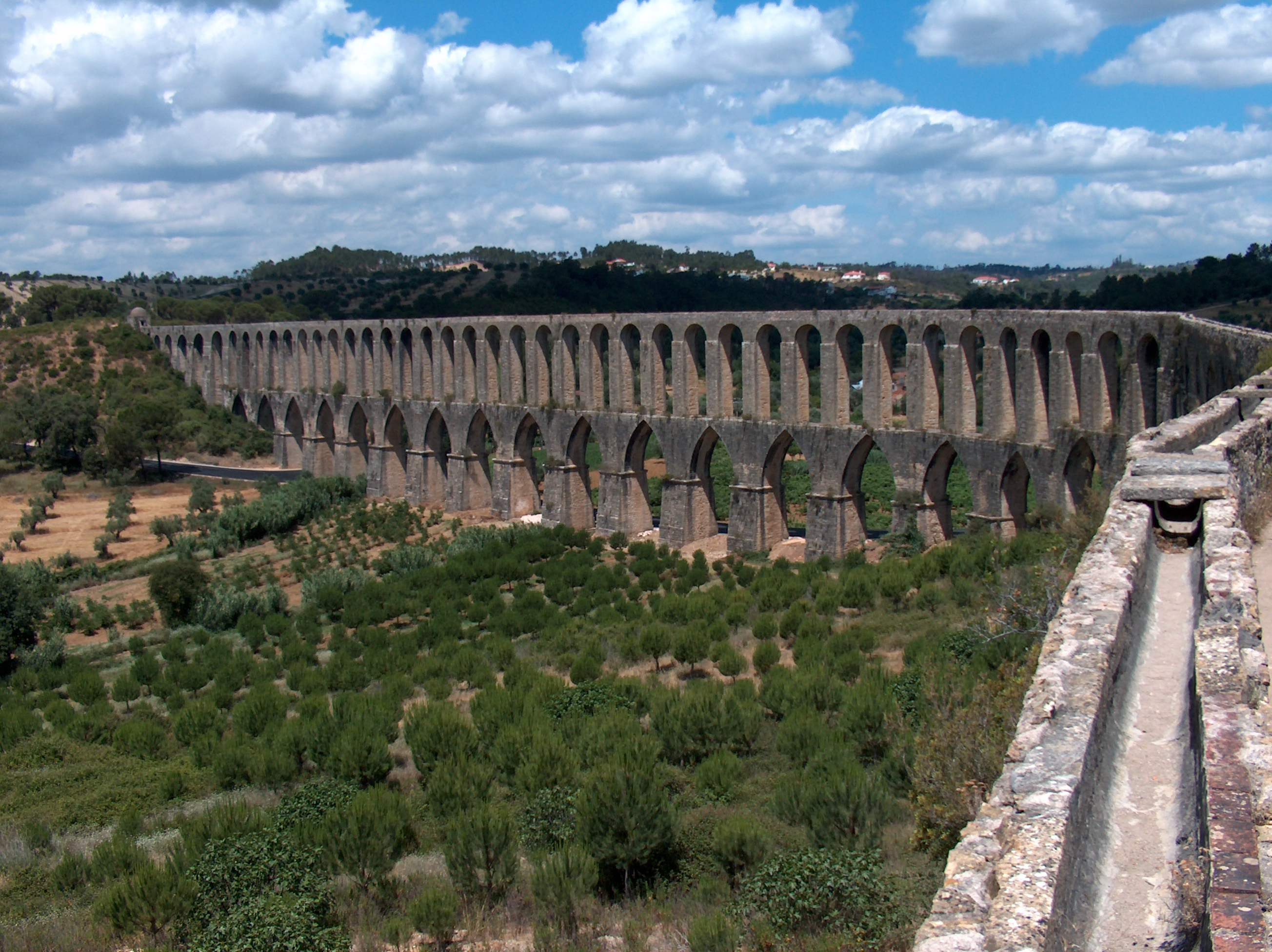
Acueducto de los Pegões: arcos y nervaduras
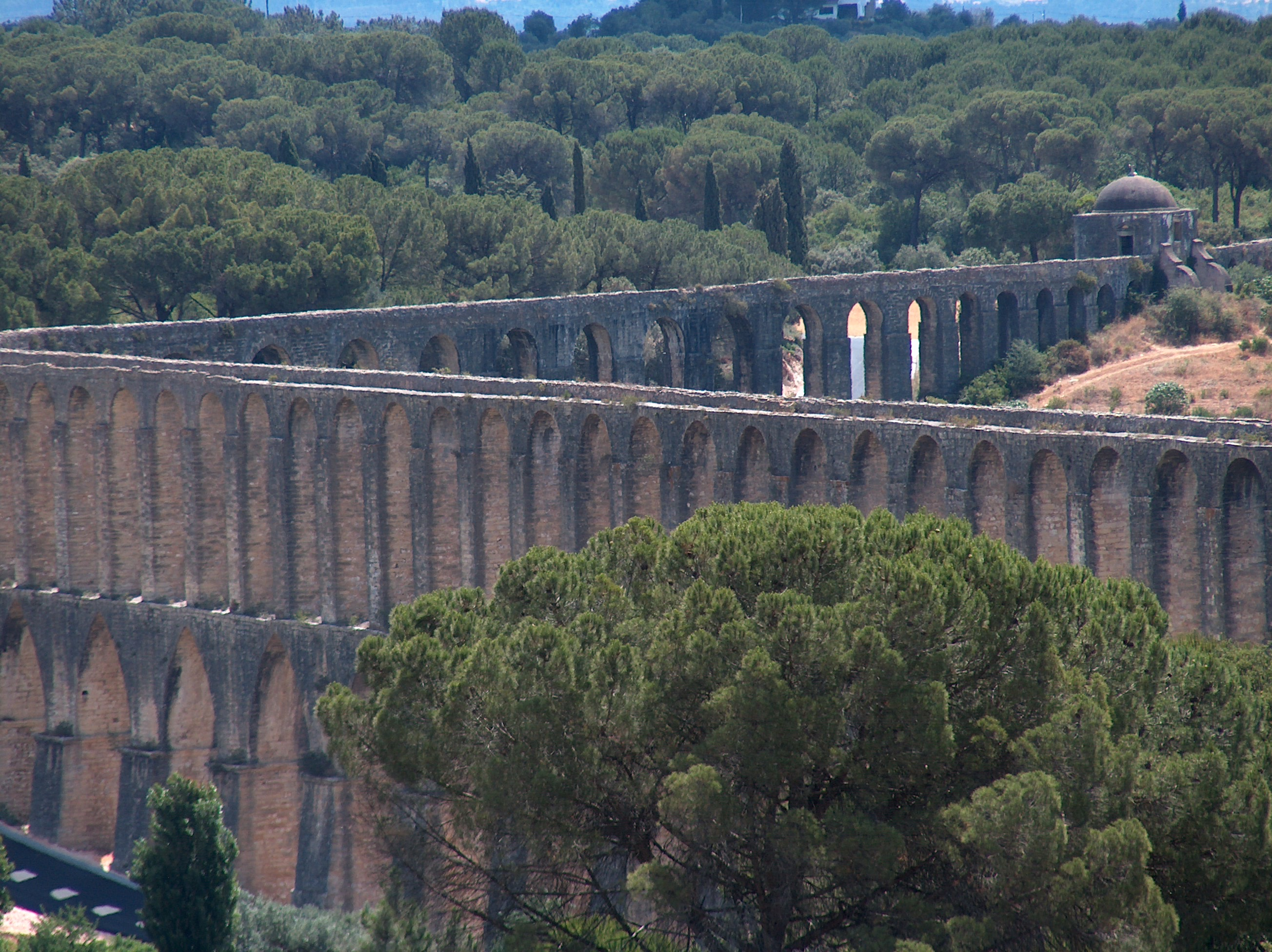
Acueducto de los Pegões : canal, curva, edificio de decantación
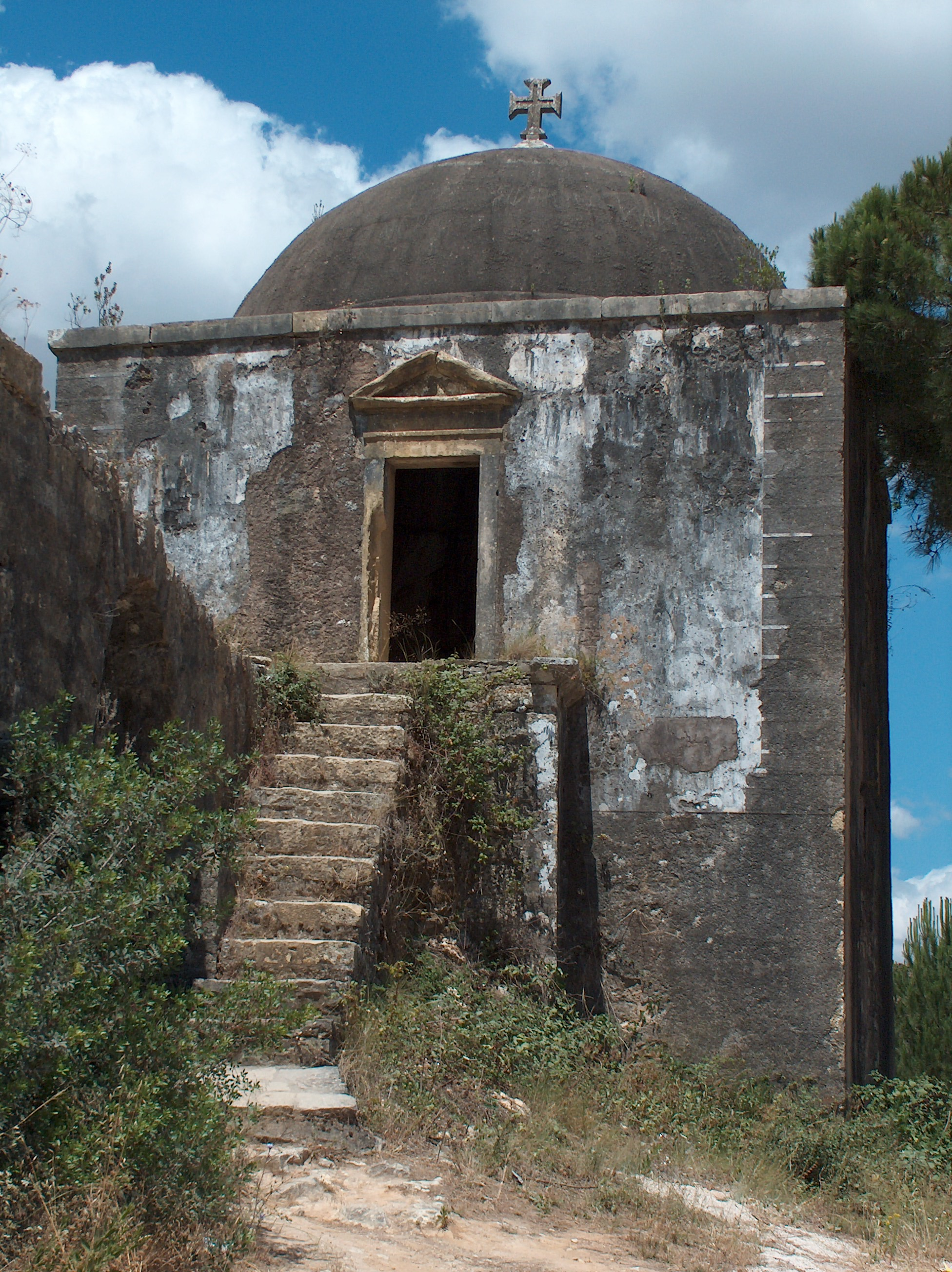
Edificio de decantación sobre el acueducto